# Bart Vertenten
Bart Vertenten (Beveren, 13 maggio 1988) è un arbitro di calcio belga.

## Carriera
Nato a Beveren, in Belgio, arriva ad arbitrare in Tweede klasse, seconda serie belga a 23 anni, debuttando il 29 gennaio 2012 in Tubize-Braine-Visé 0-3.
La stagione successiva fa il suo esordio in Pro League, massima serie, nel 2-1 del Kortrijk sul campo del Cercle Bruges alla seconda giornata di campionato, il 4 agosto 2012.
Dopo aver arbitrato qualche gara di Nazionali Under già dal 2011, nel 2014 diventa internazionale, esordendo il 5 marzo nell'amichevole a Lussemburgo tra Lussemburgo e Capo Verde, finita 0-0.
Il 3 luglio 2014 dirige per la prima volta una gara in una coppa europea, l'andata del 1º turno di qualificazione all'Europa League in Croazia tra l'RNK Spalato e gli armeni del Mika Ashtarak, sfida vinta dai padroni di casa per 2-0.
Nel 2016 viene selezionato per l'Europeo Under-19 in Germania, dove arbitra due partite della fase a gironi.
L'8 dicembre 2016 viene designato per la prima volta per una gara della fase finale di Europa League, quella tra Inter e Sparta Praga del girone K, inutile ai fini della classifica, con i cechi già qualificati ai sedicesimi e i nerazzurri già eliminati, chiusa con una vittoria interista per 2-1.
In carriera ha arbitrato anche in Eerste Divisie, seconda serie olandese e in 1ª Lega, quarta serie svizzera.